# Wenzelia melanesica
Wenzelia melanesica är en vinruteväxtart som beskrevs av Walter Tennyson Swingle. Wenzelia melanesica ingår i släktet Wenzelia och familjen vinruteväxter. Inga underarter finns listade i Catalogue of Life.